# Zwemmen op de Olympische Zomerspelen 2016 – 4×100 meter vrije slag mannen
De 4×100 meter vrije slag mannen op de Olympische Zomerspelen 2016 vond plaats op 7 augustus 2016, series en finale. Omdat het zwembad waarin de wedstrijd gehouden werd 50 meter lang is, bestond de race uit acht baantjes. Na afloop van de series kwalificeren de acht snelste ploegen zich voor de finale. Regerend olympisch kampioen was Frankrijk.

## Records
Voorafgaand aan het toernooi waren dit het wereldrecord en het kampioenschapsrecord
| Wereldrecord     | Verenigde Staten Michael Phelps Garrett Weber-Gale Cullen Jones Jason Lezak | 3.08,24 | Peking | 11 augustus 2008 |
| Olympisch record | Verenigde Staten Michael Phelps Garrett Weber-Gale Cullen Jones Jason Lezak | 3.08,24 | Peking | 11 augustus 2008 |

## Uitslagen

### Series
| Rang | Namen                                                                       | Land             | Tijd    | Serie | Baan | Bijz. |
| ---- | --------------------------------------------------------------------------- | ---------------- | ------- | ----- | ---- | ----- |
| 1    | Andrej Gretsjin Aleksandr Popkov Danila Izotov Aleksandr Soechoroekov       | Rusland          | 3.12,04 | 1     | 4    | Q     |
| 2    | Jimmy Feigen Ryan Held Blake Pieroni Anthony Ervin                          | Verenigde Staten | 3.12,38 | 2     | 1    | Q     |
| 3    | James Magnussen Kyle Chalmers James Roberts Matthew Abood                   | Australië        | 3.12,65 | 2     | 5    | Q     |
| 4    | Clément Mignon William Meynard Fabien Gilot Mehdy Metella                   | Frankrijk        | 3.13,27 | 2     | 4    | Q     |
| 5    | Santo Condorelli Yuri Kisil Markus Thormeyer Evan Van Moerkerke             | Canada           | 3.14,06 | 1     | 6    | Q     |
| 5    | Marcelo Chierighini Nicolas Nilo Gabriel Santos Matheus Santana             | Brazilië         | 3.14,06 | 2     | 3    | Q     |
| 7    | Dieter Dekoninck Jasper Aerents Glenn Surgeloose Pieter Timmers             | België           | 3.14,16 | 2     | 6    | Q     |
| 8    | Katsumi Nakamura Shinri Shioura Kenji Kobase Junya Koga                     | Japan            | 3.14,17 | 1     | 2    | Q     |
| 9    | Luca Dotto Marco Orsi Michele Santucci Luca Leonardi                        | Italië           | 3.14,22 | 1     | 5    |       |
| 10   | Odyssefs Meladinis Kristian Golomeev Christos Katrantzis Apostolos Christou | Griekenland      | 3.14,62 | 2     | 2    |       |
| 11   | Steffen Deibler Bjorn Hornikel Philipp Wolf Damian Wierling                 | Duitsland        | 3.14,97 | 1     | 7    |       |
| 12   | Dominik Kozma Richárd Bohus Krisztián Takács Peter Holoda                   | Hongarije        | 3.15,21 | 2     | 8    |       |
| 13   | Paweł Korzeniowski Kacper Majchrzak Jan Świtkowski Konrad Czerniak          | Polen            | 3.15,52 | 1     | 3    |       |
| 14   | Markel Alberdi Miguel Ortiz Aitor Martinez Bruno Ortiz                      | Spanje           | 3.16,71 | 1     | 8    |       |
| 15   | Marius Radu Daniel Macovei Alin Coste Norbert Trandafir                     | Roemenië         | 3.17,03 | 1     | 1    |       |
| 16   | He Jianbin Li Yongqing Ning Zetao Yu Hexin                                  | China            |         | 2     | 7    | DSQ   |

### Finale
| Rang   | Namen                                                                 | Land             | Tijd    | Baan | Bijz. |
| ------ | --------------------------------------------------------------------- | ---------------- | ------- | ---- | ----- |
| Goud   | Caeleb Dressel Michael Phelps Ryan Held Nathan Adrian                 | Verenigde Staten | 3.09,92 | 5    |       |
| Zilver | Mehdy Metella Fabien Gilot Florent Manaudou Jérémy Stravius           | Frankrijk        | 3.10,53 | 6    |       |
| Brons  | James Roberts Kyle Chalmers James Magnussen Cameron McEvoy            | Australië        | 3.11,37 | 3    |       |
| 4      | Andrej Gretsjin Danila Izotov Vladimir Morozov Aleksandr Soechoroekov | Rusland          | 3.11,64 | 4    |       |
| 5      | Marcelo Chierighini Nicolas Nilo Gabriel Santos João de Lucca         | Brazilië         | 3.13,21 | 7    |       |
| 6      | Glenn Surgeloose Jasper Aerents Emmanuel Vanluchene Pieter Timmers    | België           | 3.13,57 | 1    |       |
| 7      | Santo Condorelli Yuri Kisil Markus Thormeyer Evan Van Moerkerke       | Canada           | 3.14,35 | 2    |       |
| 8      | Katsumi Nakamura Shinri Shioura Kenji Kobase Junya Koga               | Japan            | 3.14,48 | 8    |       |